# Antonio Ledesma

Wapen

Antonio Javellana Ledesma (Iloilo City, 28 maart 1943) is een Filipijnse rooms-katholieke geestelijke. Ledesma is sinds 2006 de aartsbisschop van het Aartsbisdom Cagayan de Oro.
Ledesma werd tot priester gewijd op 16 april 1973. Op 53-jarige leeftijd werd hij benoemd tot prelaat-coadjutor van het territoriaal prelatuur Ipil. Een jaar later, op 28 juni 1997, volgde hij Federico Escaler op als prelaat van Ipil. Op 4 maart 2006 werd Ledesma benoemd als aartsbisschop van het aartsbisdom van Cagayan de Oro.